# El Calicón
El Calicón är en ort i Mexiko.   Den ligger i kommunen Zozocolco de Hidalgo och delstaten Veracruz, i den sydöstra delen av landet, 180 km öster om huvudstaden Mexico City. El Calicón ligger 349 meter över havet och antalet invånare är 262.
Terrängen runt El Calicón är huvudsakligen kuperad, men åt nordost är den platt. Runt El Calicón är det ganska tätbefolkat, med 207 invånare per kvadratkilometer. Närmaste större samhälle är Olintla, 10,3 km väster om El Calicón. I omgivningarna runt El Calicón växer i huvudsak städsegrön lövskog.